# Louis Deschamps (peintre)
Pour les articles homonymes, voir Deschamps et Louis Deschamps.
Louis Deschamps, né le 23 mai 1842 à Montélimar et mort le 8 août 1902 à Montélimar, est un peintre français.

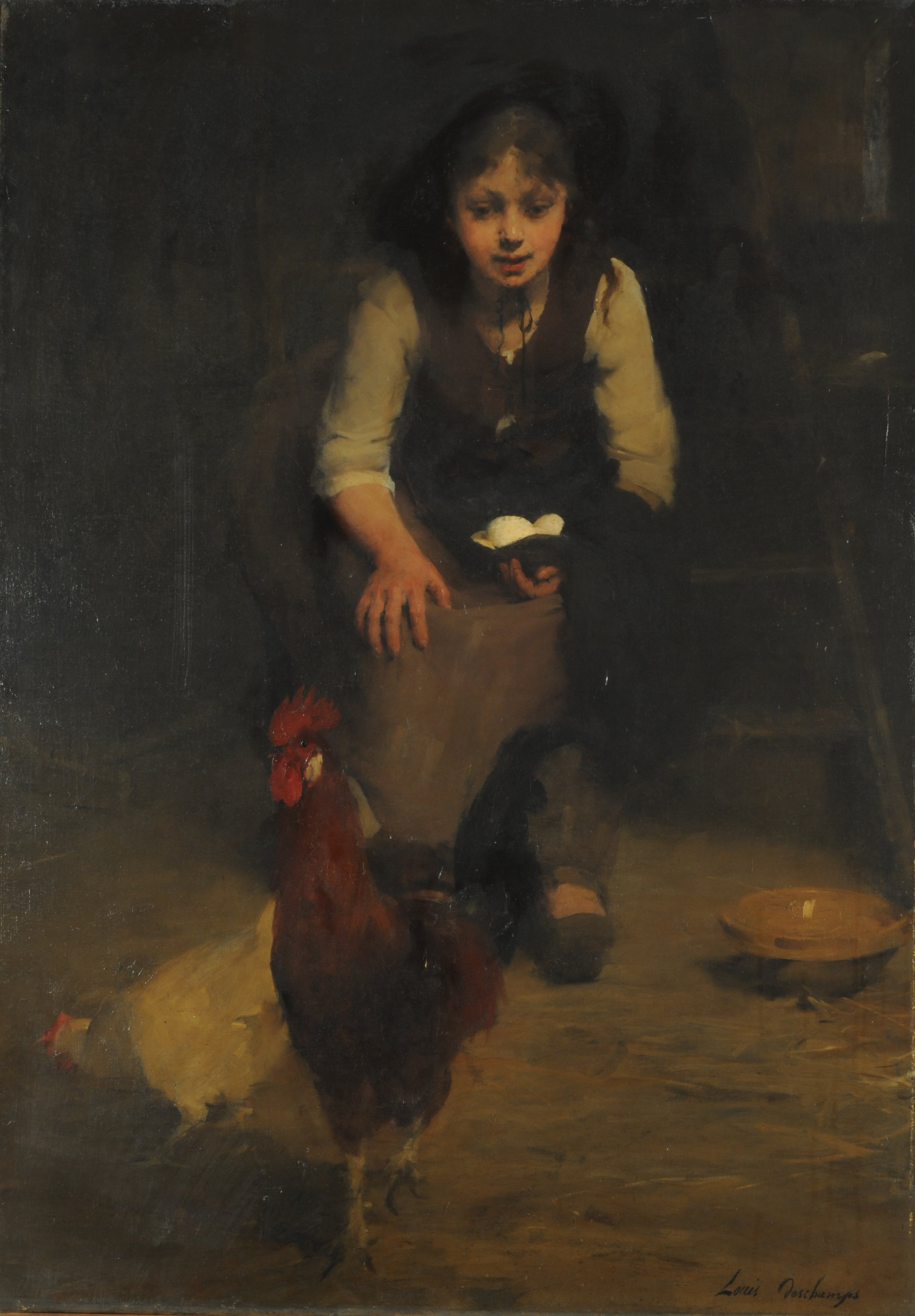
Au poulailler.

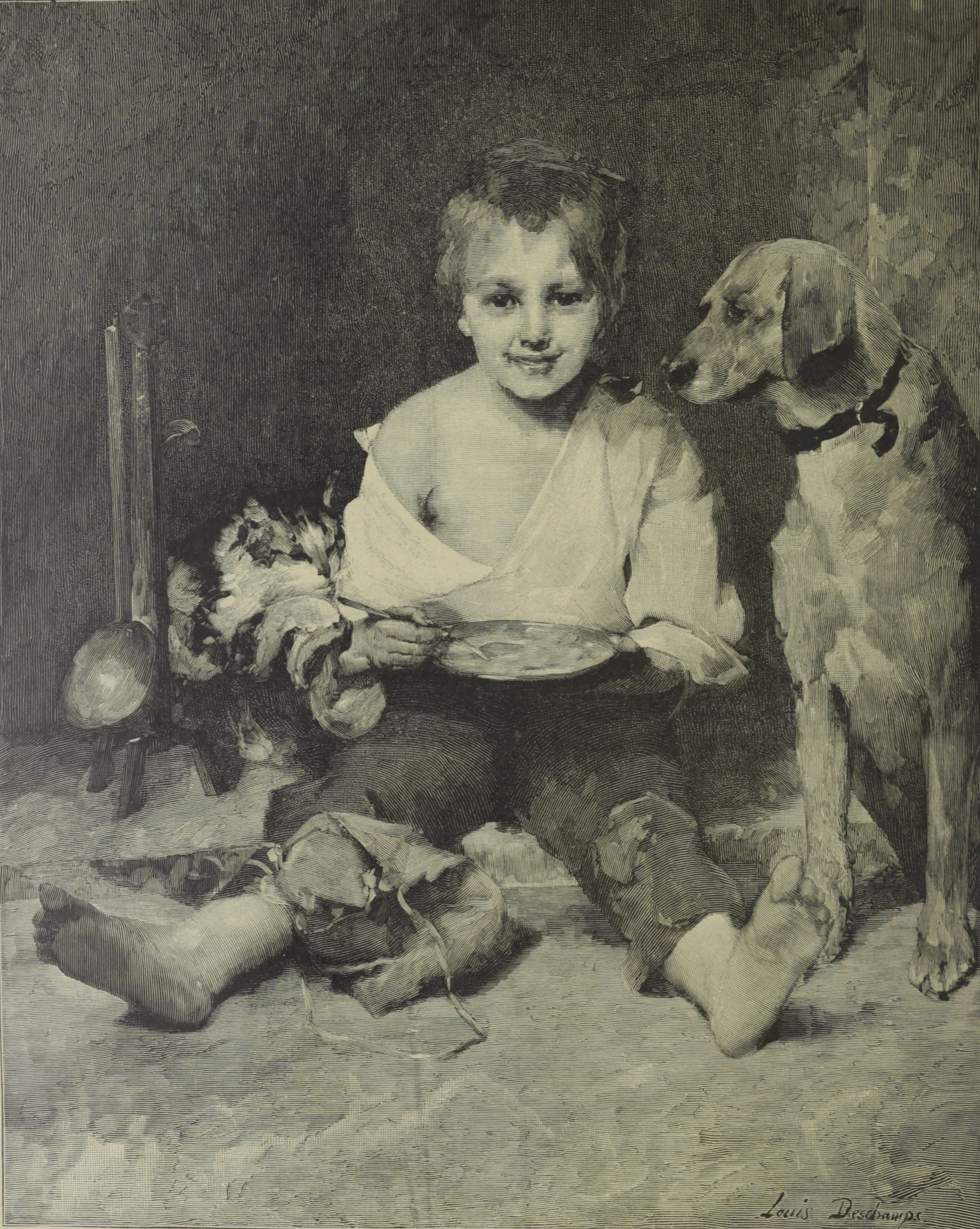
Le plus heureux des trois.

Il entre à l'école des Beaux-Arts, où il est l'élève d'Alexandre Cabanel en 1872.
Il expose au Salon de 1872 à 1889, puis au Salon de la Société nationale des beaux-arts de 1890 à 1902, ainsi que dans les Salons de la société des amis des arts de Bordeaux.
3e médaille (1877) et médaille de bronze à l'exposition universelle de 1889.
Choisi avec quelques autres peintres les plus prestigieux de l'époque pour illustrer l'Édition Nationale des Contemplations de Victor Hugo, il présente au Salon de 1884 une illustration du poème « Chose vue un jour de printemps ».
Anecdote : comme d'autres personnages historiques de la fin XIXe et début  XXe siècle, Louis Deschamps a résidé rue Laugier dans le XVIIe arrondissement de Paris.
Une photographie argentique sur carton de Louis Deschamps, par Eugène Pirou, est au musée d'Orsay.

## Œuvres principales[6]
- Enfants et Poussins (1873)[7]
- Moïse sauvé des eaux (1875)[7]
- Agar et la Favorite (1876)[7]
- La Pauvrette (1877)[1]
- La Petite Cribleuse (1878) ; Huile sur toile H158 X L100, musée de Montélimar depuis 1880[8]
- La mort de Mireille (1879) ; Huile sur toile H210 X L150, un épisode de la "Mireille" de Frédéric Mistral, Musée de France : musée des Beaux Arts de Marseille[9]
- La Prière (1880) ; Huile sur toile H44 X L33,  Musée de France : musée Antoine Lécuyer à Saint Quentin depuis 1913[10],[11]
- Vincent blessé (salon de 1881) ; Huile sur toile H78 X L106, un épisode de la "Mireille" de Frédéric Mistral, musée Calvet à Avignon[12],[13]
- La Résignation (1882)[1]
- Portrait de vieil homme (1882) ; Huile sur bois H26 X L21[14]
- La Fille-mère (1883)[1]
- Chose vue un jour de printemps (Salon 1884) ; Lavis gris H35 X L25, Illustration de l'Édition Nationale des Contemplations de Victor Hugo[1],[3]
- Le plus heureux des trois, œuvre reproduite en eau forte gravée par Charles Baude en 1884[15]
- La Recherche de la paternité, connue initialement sous le nom de "L'Abandonné" ou encore "Le Nourrisson" lors d'une vente récente, a été présentée au Salon de 1884 (dans quelle version ?). Le thème a été décliné par l'artiste sur divers supports, puis reproduit en eaux fortes par plusieurs graveurs (notamment Abel Lurat[16]). L'œuvre a été présentée sur une pleine page dans l'hebdomadaire "Le Monde illustré" en 1884 sous le nom "La recherche de la paternité". Les versions originales recensées sont :
  1. Le Nourrisson ; Huile sur toile H22 X L27[17]
  2. Recherche de la paternité ; Huile sur toile H61 X L81 ; Musée du Brou à Bourg-en-Bresse[18]
  3. L'Abandonné (bébé emmailloté couché sur le sol) ; Aquarelle H25,3 X L41,6 ; Musée de France : musée du Louvre à Paris (département des arts graphiques)[10]
- Folle ! Thème également recensé sur plusieurs supports :
  1. La Folle (tenant un lapin, et une chèvre sur la droite - 1886) ; Lavis gris ; Musée de France : musée du Louvre à Paris (département des arts graphiques)[10]
  2. Folle ! ; Huile sur toile H140 X L168 ; Musée des Beaux Arts de La Rochelle[19],[20]
- Jeune fille au violon, H55,2 X L40[21]
- Portraits du général Chareton[1]
- Le Premier Pas[1]
- Les Jumeaux, œuvre gravée par Eugène Delâtre en 1889[1],[22]
- Froid et Faim ; Huile sur toile H61,4 X L50,5[1]
- L'Orpheline ; Huile sur toile H65 X L50
- Le Sommeil de Jésus[1]
- La Consolatrice des affligés[1]
- Touche à tout[1]
- Fabienne
- La Charité ; Huile sur toile H146 X L96 ; Centre Hospitalier Régional de Poitiers[23]
- Gitane ; Huile sur toile H61 X L49[1]
- Portrait d'Aurore
- Vénération[1]
- La Fille au coq (1893)
- Hébé[1]
- L'Alchimiste[7]
- Portrait de jeune femme ; Huile sur bois H35 X L26
- Vieille femme qui prie
- La Frileuse ; Aquarelle H31 X L21 Ce tableau est de Camille DESCHAMPS exposé au salon de 1882
- Sommeil de l'enfance ; Huile sur bois H33,5 X L25,5
- Jeune brune au tambourin ; Huile sur toile H55 X L38
- Jeune femme lisant ; Lavis H40 X L26,5
- La Vieille Dame et le bébé (1894) ; Huile sur toile H73 X L50,5
- Portrait du Christ portant la croix ; Huile sur toile H33 X L22

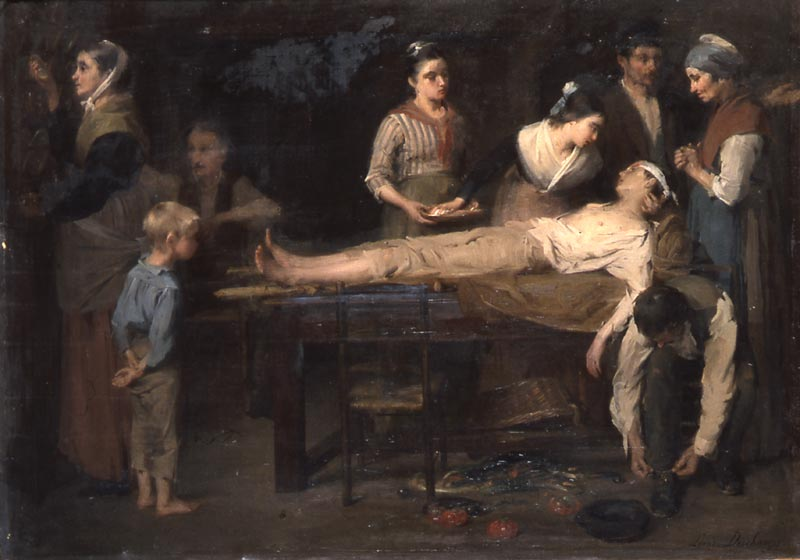
Vincent blessé
Musée Calvet.

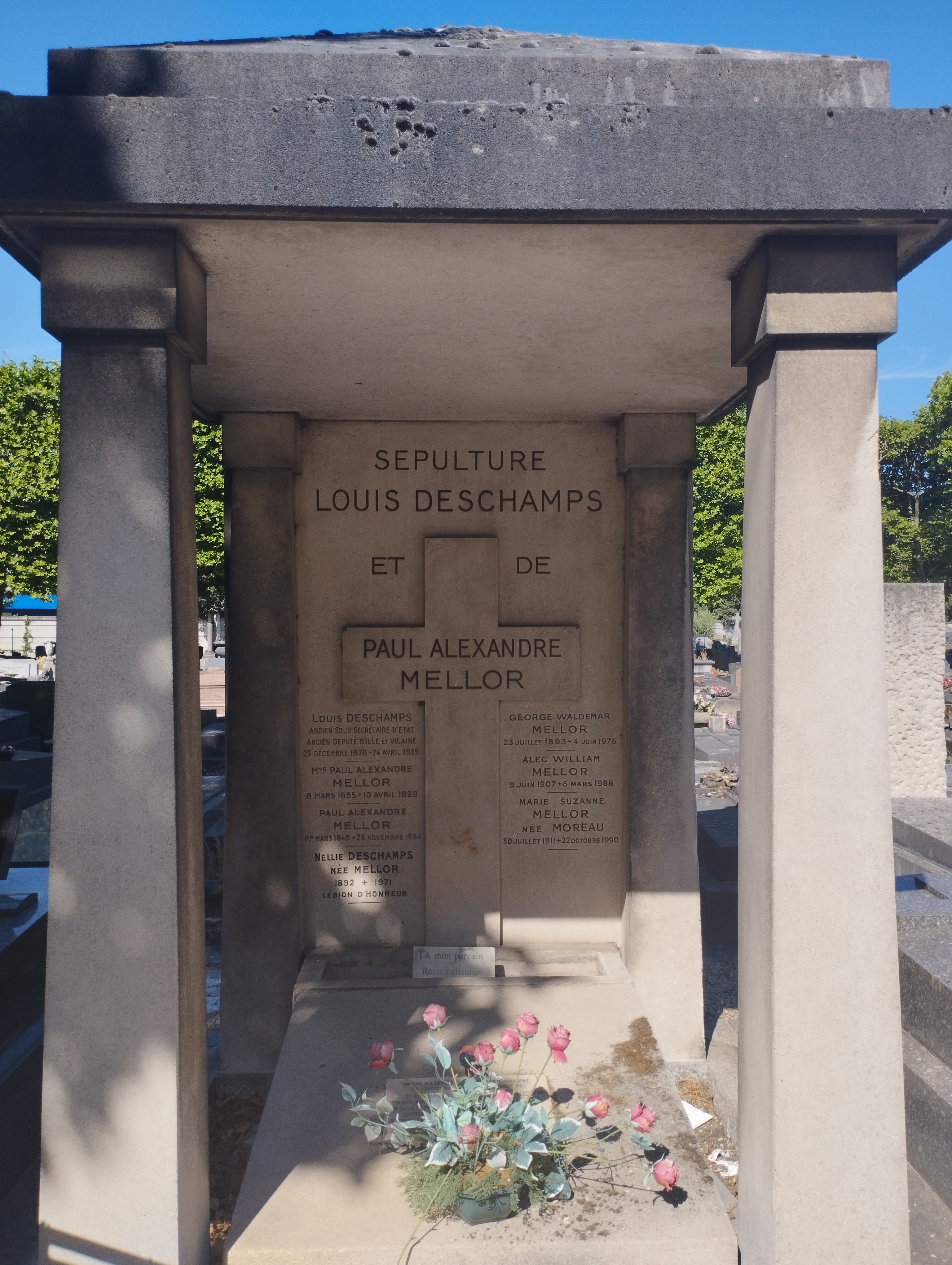
Sépulture de Louis Deschamps.